# Der Tomatenkrieg
Der Tomatenkrieg (Originaltitel: Antonio e Placido – Attenti ragazzi… chi rompe paga) ist eine italienisch-türkische Koproduktion des Regisseurs Giorgio Ferroni aus dem Jahr 1975. Der Film lief auch unter dem Titel Zwei total verrückte Typen.

## Handlung
Der Gemüsehändler Antonio hat ein heruntergekommenes Schiff mit schottischen Schiffsleuten  für eine Tomatenlieferung gechartert. Als er von Mitgliedern einer Verbrecherorganisation unter Druck gesetzt und am Gemüsemarkt von Schlägern verfolgt wird, steht ihm der ehemalige Vietnam-Söldner Placido bei. Zwar hat dieser der Gewalt abgeschworen und ist auf dem Weg nach Tibet zur Sekte der „Kindern des Himmels“; als jedoch auch er tätlich angegriffen wird, schaltet er die Schläger aus. Die beiden freunden sich an, und Placido verschiebt die Weiterreise nach Tibet, um Antonio beizustehen. Nach weiteren Konfrontationen mit den Gangstern entdecken sie, dass es sich um Waffenschieber handelt, die ihre Waren in der Tomatenlieferung versteckt haben. Als Placido erkennt, dass die Waffen an den Guru seiner Sekte geliefert werden sollen, fällt er vom Glauben ab. Gemeinsam mit der schottischen Schiffsbesatzung legen sie den Waffenschiebern das Handwerk.

## Hintergrund
Der Tomatenkrieg war die letzte Regiearbeit von Giorgio Ferroni, hier unter dem Pseudonym Calvin Jackson Padget. Hauptdarsteller Brad Harris trat unter dem Pseudonym Robin McDavid auf. Die Koproduktion wurde kostengünstig in der Türkei gedreht. Dortiger Titel ist Fırtınalar İstanbulda.

## Rezeption
„Anspruchslose Typenkomödie.“

 Y. Alion sah eine „stattliche Anzahl an Schlägereien und Stunts, gewürzt mit Gags der derberen Sorte“.